# Parinaz Izadyar

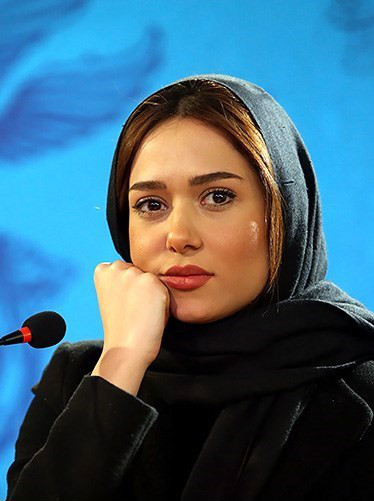
Parinaz Izadyar (2014)

Parinaz Izadyar (persisch پریناز ایزدیار, geboren am 30. August 1984 in Bābol) ist eine iranische Schauspielerin. Sie hat verschiedene Auszeichnungen erhalten, darunter einen Crystal Cymorgh und zwei Hafez Awards.

## Leben und Werk
Parinaz Izadyar studierte Grafikdesign und gab 2007 ihr Filmdebüt mit One Man, One City, und ein Jahr später spielte sie in Alireza Aminis The Same Day (2008) mit.
Ihren ersten Fernsehauftritt hatte sie in Saeed Ebrahimifars Fernsehfilm „Mond im Schatten“ (2009). Ihre erste Serie „Five Kilometers to Heaven“ wurde 2011 auf IRIB TV3 ausgestrahlt, wofür sie Anerkennung erhielt.
Für ihren Auftritt in „Life and a Day“ (2016) erhielt sie beim 34. Fajr Film Festival den Crystal Simorgh of the Best Actress in a Leading Role.

## Filmografie (Auswahl)
- 2015: Shahrzad (Fernsehserie)
- 2016: Life and a Day
- 2017: Villa Dwellers
- 2019: Teheran Connection (persisch متری شیش و نیم; Metri Shesh Va Nim)
- 2019: The Warden
- 2022: Jeyran (Fernsehserie)
- 2025: Woman and Child (persisch زن و بچه; Zan o bacheh)